# FEX-INDO

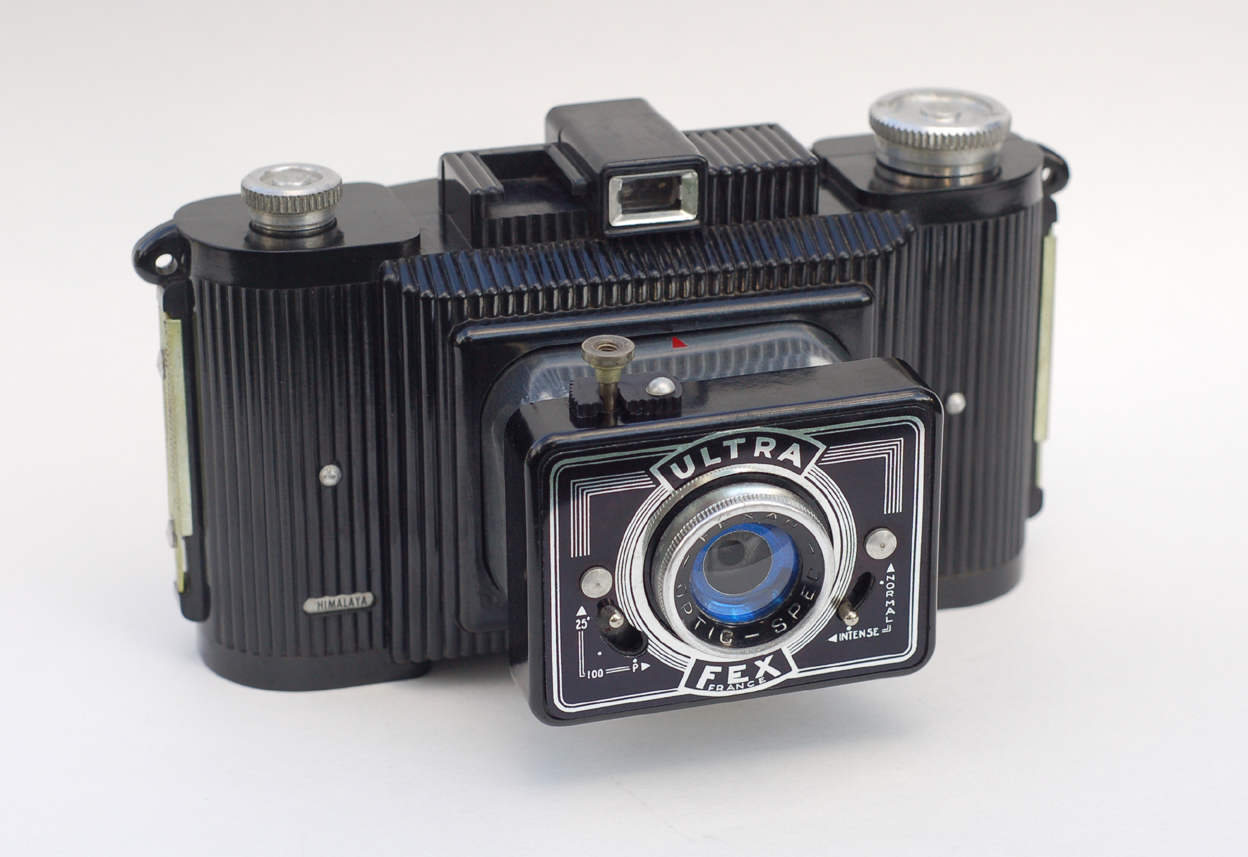
Mod. Ultra Fex

La Fex o Fex-Indo (da  France EXport e INDustrie Optique) è stata una azienda di macchine fotografiche francese, nota per la sua produzione di semplici macchine in bakelite.
L'azienda nacque per volontà del geniale fondatore Fritz Kaftanski, tedesco di nascita poi naturalizzato francese, che depositò numerosi brevetti, non solo in campo fotografico, prima e dopo la nascita della Fex a Lione.

## Produzione
Operò dal 1940 al 1981, con una moltitudine di modelli economici e molto popolari, in diverse varianti. Spesso alcuni modelli sono usate a scopo pubblicitario come gadget.
- Fex - Indo: Action
- Fex - Indo: Aptika
- Fex - Indo: Camara 110 ECR
- Fex - Indo: Cliophot
- Fex - Indo: Color
- Fex - Indo: Comodor 127
- Fex - Indo: Compa Fex
- Fex - Indo: Compact 126 EL
- Fex - Indo: Compact 126 M
- Fex - Indo: Compact 126 XR
- Fex - Indo: Delespaul
- Fex - Indo: Delta
- Fex - Indo: Elite Fex
- Fex - Indo: Elite Fex (II)
- Fex - Indo: Fex
- Fex - Indo: Fex (4.5, extensible)
- Fex - Indo: Fex (5.6)
- Fex - Indo: Fex 6x9
- Fex - Indo: Fex Superior
- Fex - Indo: Fex-matic
- Fex - Indo: Fex-matic Cube
- Fex - Indo: Fex-matic F
- Fex - Indo: Fura 110 X
- Fex - Indo: Fura 110 XA
- Fex - Indo: Fura 110 XA Electro
- Fex - Indo: Graf
- Fex - Indo: Impera
- Fex - Indo: Impera Conforama
- Fex - Indo: Impera Peugeot
- Fex - Indo: Impera Sermo
- Fex - Indo: Indo 110 MX3
- Fex - Indo: Indo 35EE
- Fex - Indo: Juni-Boy (6x6)
- Fex - Indo: Luminor
- Fex - Indo: Mondika
- Fex - Indo: Mondika XM
- Fex - Indo: Mosquito I
- Fex - Indo: Mosquito II
- Fex - Indo: Pari-Fex
- Fex - Indo: Photo Pack Matic
- Fex - Indo: Pocket 110 X
- Fex - Indo: Rubi Fex (4x4)
- Fex - Indo: Rubi Fex Automatic
- Fex - Indo: Rubi Fex Automatic (F)
- Fex - Indo: Rubi Fex Coloral
- Fex - Indo: Safari
- Fex - Indo: Safari X
- Fex - Indo: Sport-Fex
- Fex - Indo: Spring
- Fex - Indo: Supedex M 35
- Fex - Indo: Superboy
- Fex - Indo: Superboy (red)
- Fex - Indo: Superfex
- Fex - Indo: Touring
- Fex - Indo: Tourist
- Fex - Indo: Ultra Fex Color
- Fex - Indo: Ultra Reflex
- Fex - Indo: Ultra Reflex (4.5)
- Fex - Indo: Ultra-Fex
- Fex - Indo: Ultra-Fex Himalaya il modello più famoso che prese il nome per commemorare una spedizione alpinistica del 1951 sull'Himalaya, conclusasi tragicamente. Aveva formato 6x9 con pellicola 120 fu prodotta dal 1946 al 1966.[4][5]
- Fex - Indo: Uni-Fex
- Fex - Indo: Unika II XA
- Fex - Indo: Unika XL
- Fex - Indo: Unika XM
- Fex - Indo: Viva 126 1000
- Fex - Indo: Viva 126 2000
- Fex - Indo: Viva 126 3000
- Fex - Indo: Viva 126 5000
- Fex - Indo: Viva S
- Fex - Indo: Viva XM
- Fex - Indo: Weber Fex 2 C
- Fex - Indo: Weber-Fex
- Fex - Indo: Weber-Fex Junior
- Fex - Indo: Weber-Fex Major